# Осман-Касаево
Осма́н-Каса́ево (бел. Асман-Касаева) — деревня в составе Техтинского сельсовета Белыничского района Могилёвской области Республики Беларусь.

## Население
- 2010 год — 112 человек